# Deinopsis rhadina
Deinopsis rhadina är en skalbaggsart som beskrevs av Jan Klimaszewski 1979. Deinopsis rhadina ingår i släktet Deinopsis och familjen kortvingar. Inga underarter finns listade i Catalogue of Life.